# Rampieux
Rampieux település Franciaországban, Dordogne megyében. Lakosainak száma 139 fő (2022. január 1.). Rampieux Lavalade, Tourliac, Saint-Cassien, Rayet, Lolme, Sainte-Croix, Beaumontois-en-Périgord, Labouquerie, Nojals-et-Clotte és Sainte-Sabine-Born községekkel határos.

## Népesség
A település népessége az elmúlt években az alábbi módon változott:
| Lakosok száma | 168  | 155  | 155  | 158  | 142  | 149  | 150  | 145  | 142  | 139  |
|               | 1968 | 1982 | 1990 | 2006 | 2013 | 2015 | 2017 | 2019 | 2020 | 2022 |